# Họ Vesta
Họ Vesta (FIN: 401) là một họ của các tiểu hành tinh. Họ của miệng hố va chạm nằm trong vành đai tiểu hành tinh bên trong khu vực lân cận với thiên thể định danh đồng thời là thiên thể chính của nó, 4 Vesta. Đây là một trong những họ tiểu hành tinh lớn nhất với hơn 15.000 thành viên được biết đến và chủ yếu bao gồm các tiểu hành tinh loại V sáng, được gọi là "tiểu hành tinh kiểu vesta".

## Đặc trưng

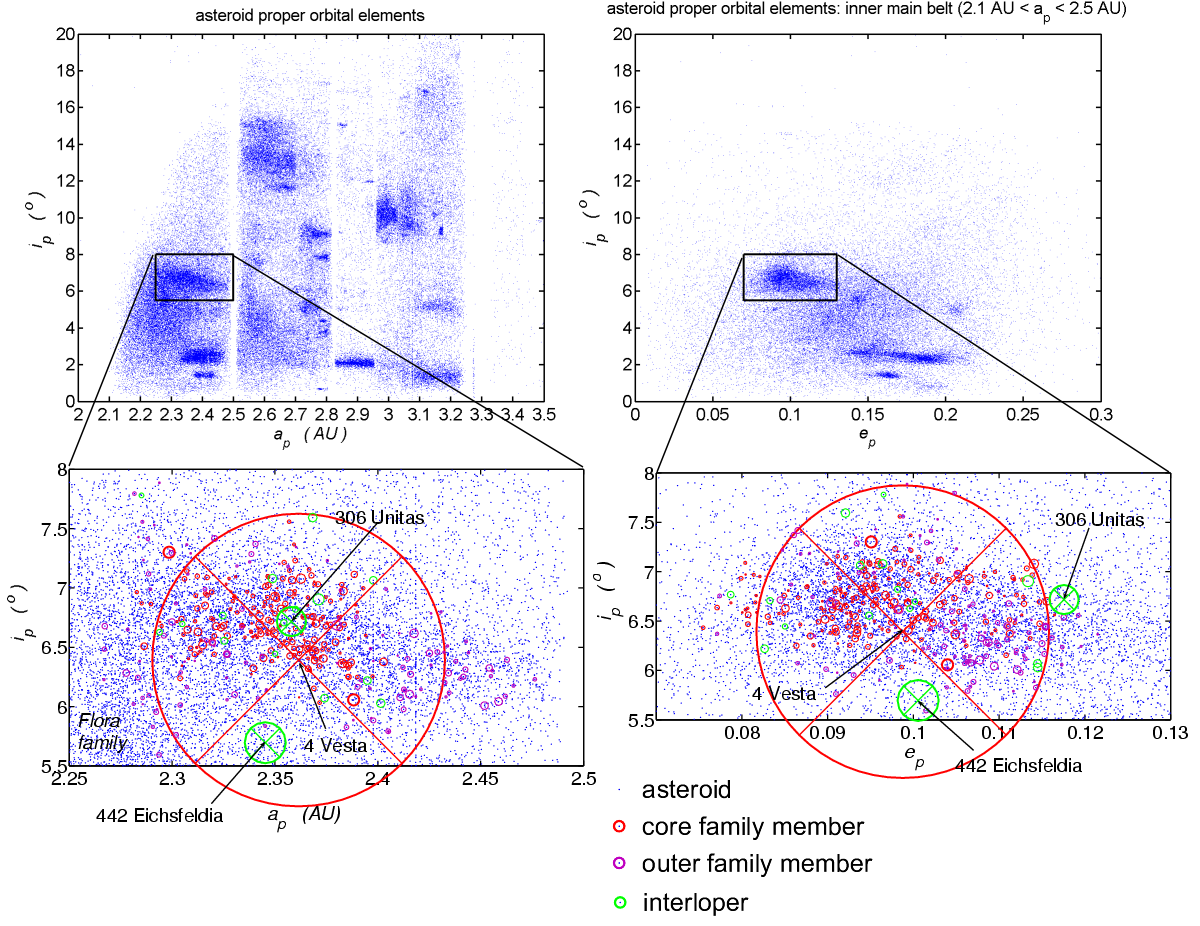
Vị trí và cấu trúc của họ Vesta

Các tiểu hành tinh họ Vesta bao gồm 4 Vesta, hành tinh có khối lượng lớn thứ hai trong số tất cả các tiểu hành tinh (đường kính trung bình 530 km) và nhiều tiểu hành tinh nhỏ dưới 10 km đường kính. Các hành tinh sáng nhất trong số này, 1929 Kollaa và 2045 Peking, có cấp sao tuyệt đối 12,2, sẽ cho chúng bán kính khoảng 7,5 km giả sử cùng một suất phản chiếu cao như 4 Vesta.
Họ này có nguồn gốc từ một va chạm lên tiểu hành tinh 4 Vesta, với miệng hố va chạm cực nam khổng lồ là nơi có khả năng xảy ra va chạm. Họ này được cho là nguồn gốc của các vẫn thạch HED.
Họ Vesta cũng bao gồm một số tiểu hành tinh loại J (liên quan đến loại V), được cho là đến từ các lớp sâu hơn của lớp vỏ Vesta, và tương tự như các vẫn thạch diogenit
Một phân tích số HCM (của Zappala 1995) đã xác định một nhóm lớn các thành viên "chủ đạo" của họ, có các yếu tố quỹ đạo thích hợp nằm trong phạm vi gần đúng 
|           | ap      | ep    | ip    |
| --------- | ------- | ----- | ----- |
| tối thiểu | 2,26 AU | 0,075 | 5,6 ° |
| tối đa    | 2,48 AU | 0,125 | 7,9 ° |

Điều này đưa ra ranh giới gần đúng của họ Vesta. Tại kỷ nguyên hiện nay, phạm vi của tham số quỹ đạo mật tiếp của những thành viên chủ đạo là 
|           | a       | e     | i     |
| --------- | ------- | ----- | ----- |
| tối thiểu | 2,26 AU | 0,035 | 5,0 ° |
| tối đa    | 2,48 AU | 0,162 | 8,3 ° |

Phân tích Zappala 1995 đã tìm thấy 235 thành viên cốt lõi. Một tìm kiếm cơ sở dữ liệu phần tử phù hợp gần đây (AstDys) cho 96944 hành tinh nhỏ trong năm 2005 đã thu được 6051 thiên thể (khoảng 6% tổng số) nằm trong khu vực họ Vesta theo bảng đầu tiên ở trên.

## Sao xen kẽ
Các phân tích quang phổ đã chỉ ra rằng một số sao Vesta lớn nhất trên thực tế là những sao xen kẽ. Chúng không thuộc lớp phổ V hoặc J, nhưng có các yếu tố quỹ đạo tương tự bởi sự trùng hợp. Những sao này bao gồm 306 Unitas, 442 Eichsfeldia, 1697 Koskenniemi, 1781 Van Biesbroeck, 2024 McLaughlin, 2029 Binomi, 2086 Newell, 2346 Lilio, và những ngôi sao khác. (Được xác định bằng cách kiểm tra bộ dữ liệu phân loại tiểu hành tinh PDS).